# Franziska Ryser

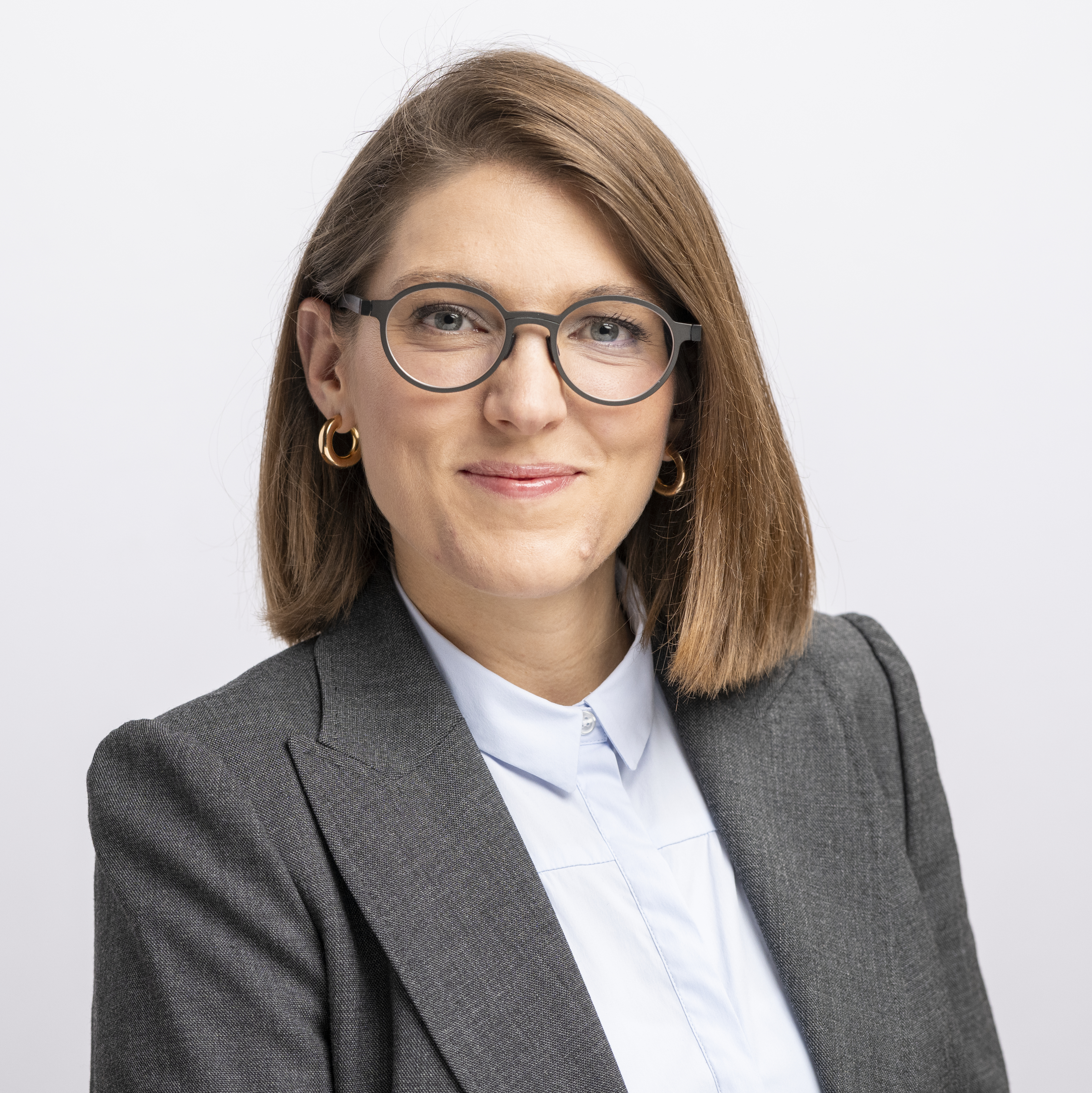
Franziska Ryser (2023)

Franziska Ryser (* 22. Oktober 1991 in St. Gallen; heimatberechtigt in Basel und Niederönz) ist eine Schweizer Politikerin (Grüne).

## Leben
Franziska Ryser wuchs in St. Gallen auf. Nach der Matura studierte sie Maschineningenieurwissenschaften an der ETH Zürich und arbeitete studienbegleitend bei den Maschinenbauunternehmen Kellenberger & Co in St. Gallen und Bühler in Uzwil. Am Rehabilitation Engineering Lab der ETH schloss sie 2022 ihre Doktorarbeit über ein bewegungsbasiertes Sensorsystem zur quantitativen und qualitativen Messung von Schlaf ab.
Seit 2011 realisiert sie in ihrer Freizeit mit dem Kollektiv E0B0FF verschiedene Theater- und Tanzproduktionen. 2017 wirkte sie im E0B0FF bei der Produktion des Stücks Wie eine Barke das Meer aus Testosteron durchpflügen der späteren Deutscher-Buchpreis-Träger-Person Kim de l’Horizon mit.
Sie ist seit 2016 Vorstandsmitglied des Vereins AIDA – Schule für fremdsprachige Frauen und seit 2018 Vorstandsmitglied des Trägervereins Figurentheater St. Gallen.
Als Vertretung des Stadtparlaments hatte sie Einsitz im Verwaltungsrat der Genossenschaft Konzert und Theater St.Gallen.
Seit 2015 ist sie Verwaltungsratspräsidentin des Familienunternehmens RyserOptik AG.
Mit den zwei Jung-Nationalräten Andri Silberschmidt (FDP) und Mike Egger (SVP) gründete Ryser 2019 eine überparteiliche Wohngemeinschaft in Bern, welche bis Ende 2023 Bestand hatte. Auf Grund ihrer Schwangerschaft zog sie wieder nach St. Gallen zurück.

## Politik
Franziska Ryser war von März 2013 bis November 2019 Mitglied des Stadtparlaments von St. Gallen. Sie gehörte von 2013 bis 2016 der Bildungskommission an und ab 2017 Mitglied der Liegenschaften- und Baukommission. Von 2014 bis 2015 war sie Stimmenzählerin des Stadtparlaments. 2016 war sie Vizepräsidentin und 2017 Präsidentin des Stadtparlaments von St. Gallen.
Ryser präsidierte von 2014 bis 2018 die Ortsgruppe der Jungen Grünen in der Stadt St. Gallen und koordinierte die Kampagnen für die Stadtparlaments- und Kantonsratswahlen. Anschliessend war sie für eineinhalb Jahre Co-Präsidentin der Grünen Stadt St. Gallen, später im Vorstand der Grünen Kanton St. Gallen.
Bei den nationalen Parlamentswahlen vom 20. Oktober 2019 wurde Ryser für die Grünen in den Nationalrat gewählt. Dort ist sie Mitglied der Kommission für Wirtschaft und Abgaben.
Am 20. Juni 2020 wurde sie von den Delegierten zur Vize-Präsidentin der Grünen Schweiz gewählt.
Im Juni 2023 wurde sie von den Büros beider Räte zur Vize-Präsidentin der Parlamentarischen Untersuchungskommission «Geschäftsführung der Behörden – CS-Notfusion» gewählt.